# 수호자 시리즈
《수호자 시리즈》(守り人シリーズ)는 우에하시 나호코 (上橋菜穂子)의 이계 판타지 소설 시리즈 작품이다. 여행자 시리즈 (旅人シリーズ)를 포함한다. 전 10권과 단편집, 작품집, 단편 수재본 각 1권..

## 세계관
이 작품의 세계는 눈에 보이는 인간의 세계 사그 (サグ)와 보이지 않는 정령의 세계 나유그 (ナユグ)가있다. 이 두 세계는 같은 시간 같은 장소에 겹쳐 존재한다. 주술사는 주술에 의해 나유구를보고 거기 생물 말하고있다. 또한 극히 일부의 사람 (주로 어린이)는 주술을 사용하지 않아도 나유그가 나타날 수있다. 드물게 처짐과 나유그의 만남의 장소가 있고, 칸바르(カンバル) 산의 바닥, 청무산맥 (青霧山脈)의 계곡 등이 그러하다. 이야기에 주로 등장하는 나라는 신 요고황국 (新ヨゴ皇国), 칸바르 왕국 (カンバル王国), 산가르 왕국 (サンガル王国), 로타 왕국 (ロタ王国) 4나라이지만, 후반이되면 바다 건너 대국 인 타루슈 제국 및 정복 된 속국 (屬國)도 등장한다. 언어는 국가에 따라 다르며 국가 종교도 다르다.

## 서지 정보

### 소설
정령의 수호자 (精霊の守り人)
노마 아동문예상 (野間児童文芸賞) 신인상 수상, 산케이 아동출판문화상 (産経児童出版文化賞) 닛폰 방송상 (ニッポン放送賞) 수상
어둠의 수호자 (闇の守り人)
일본아동문학자협회상 (日本児童文学者協会賞) 수상
꿈의 수호자 (夢の守り人)
허공의 여행자 (虚空の旅人)
신의 수호자 내방편 (神の守り人 来訪編)
아동복지문화상 (児童福祉文化賞) 수상, 쇼가쿠칸 아동출판문화상 (小学館児童出版文化賞) 수상
신의 수호자 귀환편 (帰還編)
아동복지문화상 수상, 쇼가쿠칸 아동출판문화상 수상
창로의 여행자 (蒼路の旅人)
하늘과 땅의 수호자 제1부 로타 왕국편 (天と地の守り人 第一部 ロタ王国編)
하늘과 땅의 수호자 제2부 칸바르 왕국편 (第二部 カンバル王国編)
하늘과 땅의 수호자 제3부 신 요고황국 편 (第三部 新ヨゴ皇国編)
방랑하는 사람 (流れ行く者, 단편집)
- 《뜨는 벼 (浮き籾)》
- 《라후라 <내기사> (ラフラ〈賭事師〉)》(〈유레카〉2007년 6월호)
- 《방랑하는 사람》
- 《샘의 행동 (寒のふるまい)》

불꽃의 길을 걷는 사람 (炎路を行く者, 단편집)
- 《불꽃의 길의 여행자 (炎路の旅人)》
- 《15 우리는 (十五の我には)》

《정령의 수호자》《어둠의 수호자》《꿈의 수호자》의 3작품에서 길가의 돌 문학상 (路傍の石文学賞) 수상, 왼쪽 3작품+《허공의 여행자》 4작품 이와야 사자나미 문예상 (巖谷小波文芸賞) 수상.

## 주요 등장 인물
바르사 (バルサ)
칸바르 여자 경호원에서 《수호자 시리즈》의 주인공.
챠그므 (チャグム)
《여행자 시리즈》의 주인공.
토로가이 (トロガイ)
당대 한로 불리는 주술사로 토로가이 노사와도 불린다.
탄다 (タンダ)
당대 제일이라고하는 주술사 토로가이 노사의 제자 바르셀로나의 소꿉 친구.
지그로 무사 (ジグロ・ムサ)
칸바르의 사람. 바르사의 양친에서 백년에 한 명이라고 한 천재적인 자벨린 사용.
슈가 (シュガ)
신 요고 황국 성독박사 (星読博士)에서 미래 성도사 (聖導師)와 주목받는 토시 히데.
히비 토난 (ヒビ・トナン)
별 읽기 박사의 최고위 인 성도사. 이야기 시작시 74세.
토야 (トーヤ)와 사야 (サヤ)
신 요고 황국의 시장 한구석에서 만물 장사를 영위하는 고아들.
아스라 (アスラ)
「신의 수호자」에서 등장하는 타르 (タル) 백성의 소녀. 치키사 (チキサ)의 여동생.
치키사 (チキサ)
「신의 수호자」에서 등장하는 타르 백성의 소년.
아라유탄 휴우고 (アラユタン・ヒュウゴ)
타르슈 (タルシュ)에 의해 멸망 된 남쪽의 예후 황국의 전재 고아에서 몸을 일으켜 현재는 라우르 왕자 (ラウル王子)의 밀정을 하고있다.
라우르 (ラウル)
타르슈 제국의 제2왕자에서 다음 황제의 자리를 동생하자르와 싸우고있다.

## 주요 등장 국가
신 요고황국 (新ヨゴ皇国)
바르사·토로가이·챠그므·탄다·슈가 등 이야기 중의 중심 인물 거의 모두가 사는 나라.
칸바르 왕국 (カンバル王国)
신 요고황국의 북쪽 청무산맥을 넘어 갔다 저쪽에 있는 나라.
로타 왕국 (ロタ王国)
신 요고황국의 이웃이다.
타르슈 제국 (タルシュ帝国)
남쪽 대륙에 있는 초강대국.
산가르 왕국 (サンガル王国)
신 요고황국의 남쪽에 위치한 바다에 접하고있는 나라.

## 용어
자벨린
무술에 사용 창에서 바르사와 지그로 등을 사용한다.
성독박사 (星読博士)
신 요고 황국을 맡은 대성 도사 가이난 나나이이 만든 제도로, 별의 위치와 하늘의 모습을 봐서 미래를 점 치는 천도 (天道)이라는 학문을 배우고 국정에 반영 직무를 담당한다.
사냥꾼
신 요고 황국의 황제 직속의 은밀한.
야크 (ヤクー)
현재 신 요고 황국영토임을 나요로 반도(ナヨロ半島)에 옛날부터 살고 있던 원주민.
사그 (サグ)
야쿠들의 세계관에서 말하는 '이쪽 세계'에서 사람들이 보통으로 생활하고있는 세계. 나유그와 겹쳐 존재하고 있으며, 지역별로 나유그와 겹치는 큰 장소가있다.
나유그 (ナユグ)
야쿠들의 세계관에서 말하는 '저쪽 세계'에서 정령이있는 세계.
왕의 창 (王の槍)
칸바르 왕국 최강의 무인 집단에서 분들께 족장 근육의 남자들로부터 선택된 창을 쓰는 총 9 명이 선정되어 왕을 보호 보좌한다.
루이샤 (ルイシャ)
칸바르 출생지 푸르게 발광하는 보석.
산왕 (山の王)
칸바르 왕국의 깊은 지하에 있는 '어둠의 왕국 (闇の王国)'의 왕.
타르 민족 (タルの民)
로타 왕국에 사는 로타 사람과는 다른 민족으로 '<두려워하는 신> 타르하마야 (タルハマヤ)을 부르는 힘있는 능력자 사다 타르하마야 태어나 로타를 지배한다'는 전설을 가지고있다.
강의 민족 (川の民)
로타 왕국에 사는 로타 사람과는 다른 민족 강변에 수혈 주거를 만들어 살고있다.
타르하마야 (タルハマヤ)
로타 왕국의 전승에 등장하는 창조신 아파르의 도깨비에서 이계 <노유크>에 봄이 찾아 오면 강물을 타고 로타에 와서 타르 민족의 소녀 <사다 타르하마야 (하나님과 하나 수하는 사람)>를 의뢰 요금으로 모습을 드러낸다라고한다. 두려워하는 신이라는 별명과 피와 살육을 좋아하고 그 힘을 얻은 사다 타르하마야는 로타 전역을 공포 아래 지배 한 것으로 전해지고있다.
랏샤로 (ラッシャロー)
북쪽 대륙과 남쪽 대륙을 가르는 야르타슈(ヤルターシュ) <바다>에 사는 민족으로 정착 할 수 없고 평생을 바다에서 보낸다.
나유그르 라이타의 눈 (ナユーグル・ライタの目)
산가루에는 '바다의 바닥에는 이계 나유그르가 나유그르 라이타는 백성이 산다'라는 전승이있다. 나유그르 라이타는 5세 전후의 아이의 영혼을 빼앗아 해상의 세계를 들여다 볼 수 있고, 납치 된 아이는 '나유그르 라이타의 눈'으로 불린다.

## 라디오 드라마
'청춘 어드벤쳐' (NHK-FM)에서 라디오 드라마화. 각회 15분 전 10화.
방송일
* 2006년 8월 7일 - 18일 《정령의 수호자》전10화 (재방송: 2007년 4월 2일 - 13일, 2016년 2월 15일 - 26일）
* 2007년 4월 16일 - 27일 《어둠의 수호자》 전10화
직원
- 각색 - 마루오 사토시 (丸尾聡)
- 선곡 - 이토 모리에 (伊藤守恵)
- 연출 - 마도 켄지 (真銅健嗣)

성우
- 바르사 - 가라사와 준 (唐沢潤)
- 챠그므 - 오쿠보 쇼타로 (大久保祥太郎)
- 토로가이 - 와타나베 미사코 (渡辺美佐子)
- 탄다 - 겐조 (建蔵)
- 슈가 - 오다 유세이
- 성도사 - 구사나기 코지로 (草薙幸二郎)
- 몬 - 와카마츠 타케시 (若松武史)
- 진 - 와타나베 타쿠 (渡辺卓)
- 젠 - 오카무라 요이치 (岡村洋一)
- 카이난 나나이 - 사코 요시 (酒向芳)
- 토르가르 - 이시즈미 아키히코 (石住昭彦)
- 내레이터 - 사와 리츠오 (沢りつお)

## 텔레비전 애니메이션
2007년 4월 7일 - 9월 29일 NHK-BS2 위성 애니메이션 극장 (衛星アニメ劇場)에서 방송되었다. 전 26화. 또한 2008년 4월 5일에 NHK 교육 텔레비전 토요일 오전 9시부터 다시 방송을 시작했다.

### 성우
- 바르사 - 안도 마부키 (安藤麻吹)
- 챠그므 - 아다치 나오토 (安達直人)
- 탄다 - 츠지타니 코지 (辻谷耕史)
- 토로가이 - 마야마 아코 (真山亜子)
- 토야 - 아사노 마유미 (浅野まゆみ)
- 사야 - 히로하시 료
- 히비토난 - 이시모리 탓코 (石森達幸)
- 슈가 - 노지마 히로후미 (野島裕史)
- 가카이 - 나카 히로시 (中博史)
- 황제 - 오노 아츠시 (斧アツシ)
- 사그므 - 고바야시 요시나리 (小林良也)
- 니노히 - 시노하라 에미
- 몬 - 구스미 나오미 (楠見尚己)
- 진 - 마츠카제 마사야
- 젠 - 모치즈키 켄이치
- 윤 - 카와다 신지
- 라이 - 오노 아츠시
- 타가 - 후쿠하라 코헤이
- 승 - 마스다 유키 (増田裕生)
- 효크 - 사사다 타카유키 (笹田貴之)
- 지그로 - 니시 린타로 (西凛太朗)
- 왕의 창 - 타치키 후미히코
- 야사므 - 오노 켄쇼
- 타르나 - 후지와라 케이지

### 직원
- 원작 - 우에하시 나오코
- 감독 - 카미야마 켄지 (神山健治)
- 조감독 - 요시하라 마사유키 (吉原正行)
- 캐릭터 디자인 - 아소 가토 (麻生我等)
- 미술 감독 - 타케다 유스케 (竹田悠介)
- 색채 설계 - 카타야마 유미코 (片山由美子)
- 촬영 감독 - 다나카 코지 (田中宏侍)
- 편집 - 우에마츠 준이치 (植松淳一)
- 음향 감독 - 와카바야시 카즈히로 (若林和弘)
- 음악 - 카와이 켄지 (川井憲次)
- 프로듀서 - 요코야마 신지로 (横山真二郎), 마츠다 아키오 (松田章男), 마츠모토 히사코 (松本寿子)→난부 나보코 (南部奈保子), 니시무라 토모쿄 (西村知恭)
- 애니메이션 제작 - 프로덕션 I.G
- 제작 -「정령의 수호자」제작위원회 (덴쓰, 네온 엔터테인먼트, NHK 엔터프라이즈, NHKエンタープライズ, 프로덕션 I.G)

### 주제가
오프닝 테마 〈SHINE〉
작사 - hyde / 작곡 - tetsu / 편곡 - L'Arc〜en〜Ciel・니시히라 아키라 (西平彰) / 노래 - L'Arc〜en〜Ciel (큔 뮤직)
엔딩 테마 〈사랑하는 사람에게 (愛しい人へ)〉
작사·작곡 - 타이나카 사치 / 편곡 - 아베 준] (安部潤) / 노래 - 타이나카 사치 (SISTUS RECORDS)
삽입 노래 〈나지의 노래 (ナージの唄)〉
노래 - 불명 / 작사 - 존 나지루 (ジョン・ナージル) / 작곡·편곡 - 카와이 켄지 (川井憲次)

## 텔레비전 드라마
NHK 종합 텔레비전으로 2016년 3월 19일부터 3개년에 걸쳐 3부작·전 22회에 방송되고있다. 주연은 아야세 하루카. 영상은4K로 촬영된다. 2014년 7월 28일 제작 발표가, 2015년 7월 2일 크랭크인했다. 제목은 정령의 수호자 하지만 수호자 시리즈 전체 이야기를 드라마화한다.
시즌 2의 제목은 《정령의 수호자 II 슬픈 파괴신》으로 2017년 1월 21 일부터 매주 토요일 21:00 - 21:58에서 총 9회 (단 3월 11일은 쉼)에서 방송 예정.

### 캐스트
시즌1
- 바르사 - 아야세 하루카(소녀시대: 키요하라 카야, 清原果耶, 유년시대: 요코미조 나호, 横溝菜帆)
- 챠구므 - 코바야시 카이(小林颯)
- 탄다 - 히가시데 마사히로(소년시대: 와카야마 티라토, 若山耀人)
- 제2 왕비 (二ノ妃) - 키무라 후미노
- 슈가 - 하야시 켄토
- 가카이 - 후키코시 미츠루
- 몬 - 카미오 유 (神尾佑)
- 진 - 마츠다 사토시 (松田悟志)
- 토야 - 카토 세이시로 (加藤清史郎)
- 사야 - 사이지마 리아나 (彩島りあな)
- 제1 왕비 (一ノ妃) - 오쿠무라 카에 (奥村佳恵)
- 사그므 - 나카노 카이세이 (中野魁星)
- 노우야 - 호타루 유키지로
- 니나 - 이시이 모모카
- 로그사므 - 나카무라 시도
- 지구로 - 킷카와 코지 (吉川晃司)
- 토로가이 - 타카시마 레이코
- 성도시 - 히라 미키지로
- 황제 - 후지와라 타츠야

시즌2
- 바르사 - 아야세 하루카
- 챠구므 - 이타가키 미즈키 (板垣瑞生)
- 탄다 - 히가시데 마사히로
- 제2 왕비 (二ノ妃) - 키무라 후미노
- 슈가 - 하야시 켄토
- 가카이 - 후키코시 미츠루
- 몬 - 카미오 유
- 진 - 마츠다 사토시
- 시하나 - 마키 요코
- 스화르 - 에모토 아키라
- 아스라 - 스즈키 리오
- 이항 - 딘 후지오카 (ディーン・フジオカ[8])
- 토리시아 - 단 미츠 (壇蜜)
- 아하르 - 나카지마 쇼코 (中島唱子)
- 유라리 - 노부에 유 (信江勇)
- 오르시 - 지츠나시 사토루 (寺十吾)
- 치키사 - 후쿠야마 고헤이 (福山康平)
- 요사므 - 하시모토 사토시 (橋本さとし)
- 아만 ‐ 히다 야스히토 (緋田康人)
- 스안 - 시나가와 토오루 (品川徹)
- 오곤 - 토미자와 타케시 (富澤たけし)
- 토사 - 이부 마사토 (伊武雅刀)
- 마사 - 와타나베 에리 (渡辺えり)
- 토우노 - 이와사키 우다이 (岩崎う大)
- 휴우고 - 스즈키 료헤이
- 세나 - 오다 리사 (織田梨沙)
- 쿠루즈 - 코이치 만타로 (小市慢太郎)
- 이아느 - 현리
- 라우르 - 코라 켄고[6]
- 황제 - 후지와라 타츠야
- 성도시 - 히라 미키지로[9]

시즌3
- 바르사 - 아야세 하루카
- 탄다 - 히가시데 마사히로
- 챠그므 - 이타가키 미즈키
- 지구로 - 킷카와 코지
- 라다르 - 나카가와 아키노리 (中川晃教)
- 나구르 - 키카와다 마사야 (黄川田将也)
- 나구르의 왕비 - 무라카와 에리
- 카구로 - 와타나베 잇케이 (渡辺いっけい)
- 토토 - 메라 요시카즈
- 라루그 - 타케다 테츠야
- 카르나 - 카미지 유스케
- 유카 - 하나후사 마리 (花總まり)
- 라우르 - 코라 켄고
- 노시르 - 하야시야 쇼조 (林家正蔵)
- 코챠 - 토만 (とまん)
- 성도사 - 카가 타케시 (鹿賀丈史)[9]
- 카므 - 후루야 켄지 (降谷建志)

### 직원
- 원작 - 우에하시 나오코 《정령의 수호자》《신의 수호자 <내방편·귀환편>》《창로의 여행자》《하늘과 땅의 수호자》《어둠의 수호자》
- 각본 - 오모리 스미오 (大森寿美男)
- 음악 - 사토 나오키
- 테마 음악 연주 - NHK 교향악단
- 테마 음악 지휘 - 히로카미 준이치 (広上淳一)
- 연주 - 페이스 뮤직 (フェイスミュージック)
- 제자 - 아카마츠 히코조 (赤松陽構造)
- 인물 디자인 감수 - 쓰게 이사오 (拓植伊佐夫)
- 문화 연예 고증 - 토모요시 카쿠신 (友吉鶴心)
- 액션지도 - 쓰지 케이지 (辻井啓伺)
- 안무 소행지도 - 히로사키 우란 (広崎うらん)
- 요리지도 - 이이지마 나미 (飯島奈美), 이타이 우미 (板井うみ)
- 창작 문자지도 - 사카이 코지 (坂井孝次)
- 의학 분야지도 - 도미타 야스히코 (富田泰彦)
- 시각 효과 프로듀서 - 유키 타카시 (結城崇史)
- 여름 축제 음악 - 이나바 아키노리 (稲葉明徳)
- 제목 배경 - 히시카와 세이치 (菱川勢一)
- 촬영 협조 - 구마모토현, 가고시마현, 구마모토 현 기쿠치시, 구마모토 현 다카모리 정, 가고시마 현 기리시마시, 가고시마 현 이사시, 나가노현 마쓰모토시, 군마현 시모니타정, 야마나시현 후지요시다시, 야마나시 현 호쿠토시, 지바현 교난정
- 자료 제공 - 니시하타 세이준 (西畠清順)
- 영상 제공 - TETON GRAVITY RESEARCH
- 제작 총괄 - 우미게 키요시 (海辺潔, NHK엔터프라이즈)、카토 타쿠 (加藤拓, NHK엔터프라이즈), 오치 아츠시 (越智篤志, NHK 드라마 프로그램 부, NHKドラマ番組部, 타니구치 타쿠케이 (谷口卓敬)
- 프로듀서 - 타케우치 카아아키(竹内敬明), 오오코시 히로시 (大越大士), 유키 타카시
- 연출 - 가타오카 케이지 (片岡敬司, NHK엔터프라이즈)
- 미술 - 야마구치 루이지 (山口類児), 다테 미키코 (伊達美貴子)
- 기술 -시게나가 아키요시 (重永明義), 이치카와 타카오 (市川隆男)
- 음향 효과 - 미타니 나오키 (三谷直樹), 시바타 나쓰미 (柴田なつみ)
- 촬영 - 소마 카즈노리 (相馬和典), 호소노 카즈히코 (細野和彦)
- 음성 - 오야 켄지 (大宅健司), 야마모토 테쓰신 (山本哲伸)
- 시각 효과 - 타카하시 요시히로 (高橋佳宏), 신 타케시 (進威志)
- 편집 - 히라카와 마사하루 (平川正治)
- 조명 - 스즈키 타케 (鈴木岳), 타카하시 타카오 (高橋貴生)
- 영상 기술 - 가네마루 타케오 (金丸岳生), 다나카 코지 (田中幸治)
- 기록 - 카가 미카코 (加賀美佳子)
- 미술 진행 - 야마 아키라 (山尾輝), 타카하시 히데키 (高橋秀樹)
- 제작 -NHK엔터프라이즈
- 제작·저작 - NHK

#### 방송 날짜
| 시즌                                    | 이야기 | 방송일           | 부제                                         | 연출                        | 원작                                                                 | 시청률 |
| --------------------------------------- | ------ | ---------------- | -------------------------------------------- | --------------------------- | -------------------------------------------------------------------- | ------ |
| 시즌 1                                  | 제1회  | 2016년 3월 19일  | 여자 경호원 바르사 女用心棒バルサ            | 가타오카 케이지             | 정령의 수호자                                                        | 11.7%  |
| 시즌 1                                  | 제2회  | 3월 26일         | 왕자에게 깃들여있을 것 것들 王子に宿りしもの | 가타오카 케이지             | 정령의 수호자                                                        | 10.3%  |
| 시즌 1                                  | 제3회  | 4월 02일         | 겨울잠의 맹세 冬ごもりの誓い                 | 가타오카 케이지             | 정령의 수호자                                                        | 07.1%  |
| 시즌 1                                  | 제4회  | 4월 09일         | 결전의 때 決戦のとき                         | 가타오카 케이지             | 정령의 수호자                                                        | 07.4%  |
| 시즌 2                                  | 제5회  | 2017년 1월 21일  | 재앙의 아이 災いの子                         | 가토 타쿠                   | 신의 수호자 <내방편 귀환편> 창로의 여행자 하늘과 땅의 수호자 <제1부> | 8.2%   |
| 시즌 2                                  | 제6회  | 1월 28일         | 함정 罠                                      | 나카지마 유키               | 신의 수호자 <내방편 귀환편> 창로의 여행자 하늘과 땅의 수호자 <제1부> | 8.1%   |
| 시즌 2                                  | 제7회  | 2월 04일         | 빛의 힘 光の力                               | 니시무라 타케고로           | 신의 수호자 <내방편 귀환편> 창로의 여행자 하늘과 땅의 수호자 <제1부> | 6.8%   |
| 시즌 2                                  | 제8회  | 2월 11일         | 웃는 마물 笑う魔物                           | 니시무라 타케고로           | 신의 수호자 <내방편 귀환편> 창로의 여행자 하늘과 땅의 수호자 <제1부> | 6.5%   |
| 시즌 2                                  | 제9회  | 2월 18일         | 거룩한 장소에 聖なる場所へ                   | 가토 타쿠                   | 신의 수호자 <내방편 귀환편> 창로의 여행자 하늘과 땅의 수호자 <제1부> | 7.4%   |
| 시즌 2                                  | 제10회 | 2월 25일         | 제국의 송곳니 帝国の牙                       | 나카지마 유키               | 신의 수호자 <내방편 귀환편> 창로의 여행자 하늘과 땅의 수호자 <제1부> | 6.3%   |
| 시즌 2                                  | 제11회 | 3월 04일         | 신의 수호자 神の守り人                       | 가토 타쿠                   | 신의 수호자 <내방편 귀환편> 창로의 여행자 하늘과 땅의 수호자 <제1부> | 6.7%   |
| 시즌 2                                  | 제12회 | 3월 18일         | 왕자의 발자국 王子の足跡                     | 니시무라 타케고로           | 신의 수호자 <내방편 귀환편> 창로의 여행자 하늘과 땅의 수호자 <제1부> | 6.6%   |
| 시즌 2                                  | 제13회 | 3월 25일         | 불러 서로 영혼 呼びあう魂                    | 나카지마 유키               | 신의 수호자 <내방편 귀환편> 창로의 여행자 하늘과 땅의 수호자 <제1부> | 6.0%   |
| 시즌 3                                  | 제14회 | 2017년 11월 25일 | 바르사, 고향에 バルサ、故郷へ                | 가타오카 케이지             | 어둠의 수호자 하늘과 땅의 수호자 <제2·3부>                           | 6.0%   |
| 시즌 3                                  | 제15회 | 12월 02일        | 칸바르의 어둠 カンバルの闇                   | 가타오카 케이지             | 어둠의 수호자 하늘과 땅의 수호자 <제2·3부>                           | 5.7%   |
| 시즌 3                                  | 제16회 | 12월 09일        | 루이샤 선물 ルイシャ贈り                     | 잇시키 타카시               | 어둠의 수호자 하늘과 땅의 수호자 <제2·3부>                           | 5.1%   |
| 시즌 3                                  | 제17회 | 12월 16일        | 로그사므의 야망 ログサムの野望               | 잇시키 타카시               | 어둠의 수호자 하늘과 땅의 수호자 <제2·3부>                           | 5.1%   |
| 시즌 3                                  | 제18회 | 12월 23일        | 창춤 槍舞い                                  | 잇시키 타카시               | 어둠의 수호자 하늘과 땅의 수호자 <제2·3부>                           | 4.2%   |
| 시즌 3                                  | 제19회 | 2018년 1월 6일   | 전쟁 아래의 이별 戦下の別れ                  | 가타오카 케이지 히구치 신지 | 어둠의 수호자 하늘과 땅의 수호자 <제2·3부>                           | 5.8%   |
| 시즌 3                                  | 제20회 | 1월 13일         | 상처 투성이의 재회 傷だらけの再会            | 가타오카 케이지 히구치 신지 | 어둠의 수호자 하늘과 땅의 수호자 <제2·3부>                           | 6.3%   |
| 시즌 3                                  | 제21회 | 1월 20일         | 신없는 세계 神なき世界                       | 히구치 신지                 | 어둠의 수호자 하늘과 땅의 수호자 <제2·3부>                           | 5.8%   |
| 시즌 3                                  | 최종회 | 1월 27일         | 여행 길에 오름 旅立ち                        | 가타오카 케이지             | 어둠의 수호자 하늘과 땅의 수호자 <제2·3부>                           | 6.6%   |
| (시청률은 간토 지구·비디오 리서치 조사) |        |                  |                                              |                             |                                                                      |        |

| NHK 종합 텔레비전 토요일 21시 연속 드라마                                                                     | NHK 종합 텔레비전 토요일 21시 연속 드라마                            | NHK 종합 텔레비전 토요일 21시 연속 드라마                       |
| 이전 작품 | 작품명                                                               | 다음 작품                                                       |
| --- | -------------------------------------------------------------------- | --------------------------------------------------------------- |
| 도망가는 여자 (2016.1.9 - 2016.2.13)사랑의 산리쿠 기차 콘에서 가자! (2016.2.27 - 2016.3.12) ※특집 드라마 취급 | 대하 판타지 정령의 수호자Season1 (2016.3.26-2016.4.9)                | 톳 TV (2016.4.30 - 2016.6.18) (20:15 - 20:44)                   |
| NHK 종합 텔레비전 토요일 21시 연속 드라마 ※특집 드라마 취급                                                   |                                                                      |                                                                 |
| 스크랩 앤 빌드 (2016.12.17)                                                                                   | 대하 판타지 정령의 수호자Season2 슬픈 파괴신 (2017.1.21 - 2016.3.25) | (21시 시간대 편성은 미정)4호 경비 (2017.4.8-5.) (20:15 - 20:44) |